# Sam Griesel
Samuel Achim Griesel (* 22. März 2000 in Lincoln (Nebraska)) ist ein US-amerikanisch-deutscher Basketballspieler.

## Werdegang
Griesel ist der Sohn einer US-amerikanischen Mutter und eines deutschen Vaters, der aus Guxhagen-Ellenberg in Nordhessen stammt und 1996 in die Vereinigten Staaten auswanderte. Als Jugendlicher spielte Sam Griesel zunächst Fußball und betrieb damit die Sportart, die in seiner Familie väterlicherseits ausgeübt wurde.
Basketball spielte er an der Lincoln East High School, 2018 wechselte Griesel an die North Dakota State University (NDSU). Dort nahm er ein Studium im Fach Betriebswirtschaftslehre auf. Für die Basketball-Hochschulmannschaft bestritt Griesel zwischen 2018 und 2022 insgesamt 99 Spiele (9,9 Punkte je Begegnung). Im Spieljahr 2022/23 gehörte er der Mannschaft der University of Nebraska an. Griesel wurde in 30 Spielen eingesetzt, in denen er stets der Anfangsaufstellung angehörte und im Mittel 10,3 Punkte für Nebraska erzielte.
Seinen ersten Vertrag als Berufsbasketballspieler unterzeichnete Griesel in der Sommerpause 2023 beim Bundesligisten Telekom Baskets Bonn. Für die Rheinländer bestritt er bis 2025 insgesamt 66 Spiele in der Bundesliga.
Nach Ablauf seines Vertrages in Bonn wechselte Griesel innerhalb der Bundesliga und unterzeichnete einen Vertrag bis 2027 bei Alba Berlin.

### Nationalmannschaft
Griesel nahm 2019 mit der deutschen U20-Nationalmannschaft an der Europameisterschaft dieser Altersklasse teil.

## Filmographie
Griesel wirkte als Darsteller am Film „Rez Ball“ (US-amerikanisches Sportdrama aus dem Jahr 2024) von Sydney Freeland mit und mimte darin in einer Nebenrolle einen jugendlichen Basketballspieler.